# Проєкт «Ексцелсіор»

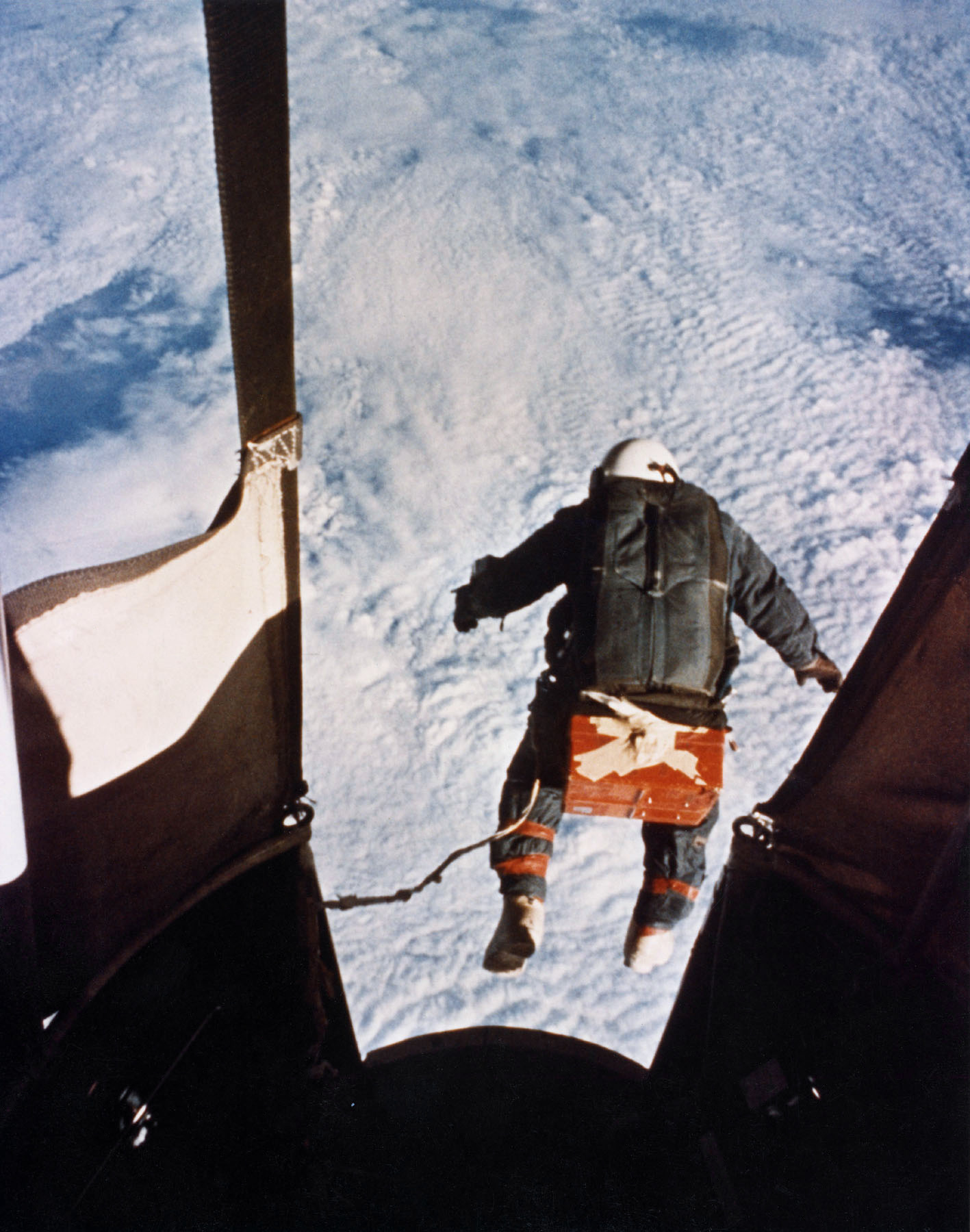
Рекордний стрибок Кітінґера.

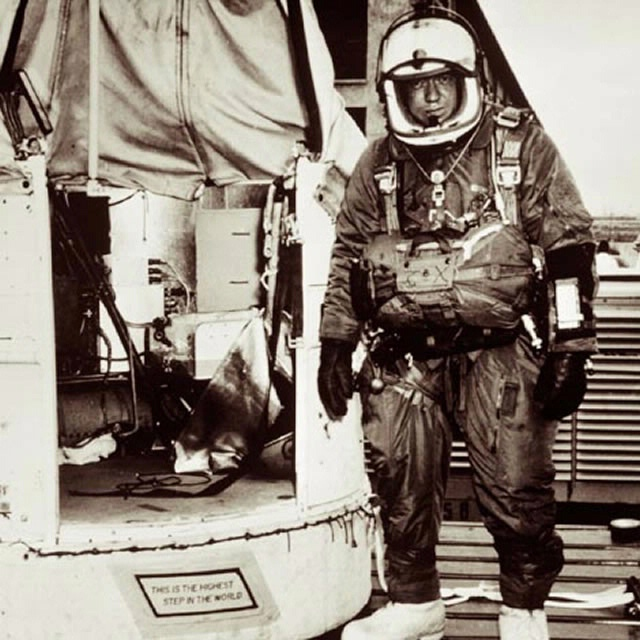
Джозеф Кітінґер поруч з гондолою Ексцелсіора. На платівці написано «Це найвища сходинка у світі».

Проєкт Ексцелсіор (англ. Project Excelsior) — серія висотних стрибків із парашутом лейтенанта (пізніше капітана) Джозефа Кітінґера (англ. Joseph Kittinger) Військово-повітряних сил США в 1959 та 1960 роках з метою випробування багатоступеневої парашютної системи Бейпере. Під час одного зі стрибків Кітінґер встановив світові рекорди висоти стрибка (31 333 метри), тривалості вільного падіння (4 хвилини 36 секунд; з використанням стабілізуючого парашуту) та швидкості вільного падіння (988 км/год), які є досі дійсними.